# Vânător de vampiri
Un vânător de vampiri sau ucigaș de vampiri este un personaj din folclor și ficțiune care este specializat în găsirea și distrugerea vampirilor și uneori a altor creaturi supranaturale.
Un vânător de vampiri este de obicei descris ca având cunoștințe vaste despre vampiri și alte creaturi monstruoase, inclusiv despre puterile și punctele lor slabe, folosind aceste cunoștințe în mod eficient pentru a lupta cu aceste creaturi. În multe lucrări, vânătorii de vampiri sunt simpli oameni cu numeroase cunoștințe despre ocultism, în timp ce în alte opere sunt descriși ca fiind ei însăși ființe supranaturale cu abilități supraomenești.
Un bine cunoscut vânător de vampiri care a influențat acest domeniu este profesorul Abraham Van Helsing, un personaj din romanul de groază Dracula (1897) de Bram Stoker.

## Exemple de vânători de vampiri
- Karl Vincent (romanul Last Rites: The Return of Sebastian Vasilis)
- Abraham Lincoln (romanul Abraham Lincoln, Vampire Hunter de Seth Grahame-Smith)
- Abraham Van Helsing, Quincey Morris, Jonathan Harker, Dr. John Seward și Arthur Holmwood (romanul Dracula și adaptările sale)
- Buffy Anne Summers
- Solomon Kane (personaj care apare în mai multe lucrări scrise de Robert E. Howard)
- Marele Inchizitor Albert DeGuy (personaj inspirat de inchizitorii reali Conrad de Marbug și Bernardo Gui, și care apare în literatura română în ...și la sfârșit a mai rămas Coșmarul, romanul lui Oliviu Crâznic)
- Generalul Von Spielsdorf (personaj care apare în Carmilla, nuvela lui Joseph Sheridan Le Fanu)
- Blade,  un om-vampir hibrid, care protejează oamenii împotriva vampirilor în seria de filme omonimă și în benzile desenate Marvel

- In realitate vanatorii de vampiri sunt oameni obisnuiti care nu ies in evidenta cu nimic ,nu sunt personaje cinematografice cu puteri speciale . Acestia sunt oameni inzestrati cu daruri de a simti,de a vedea si de a distruge aceste creaturi .Sunt arme care pot slabi sau anhila puterea vampirilor si care ii pot distruge . Aceste arme  sunt usor de gasit si crestinii le au la indemana insa nu oricine are puterea sa le foloseasca . Acesti oameni in general sunt alesi pentru acesta lupta , nu se poate zice ca este un dar sa fii ales ci mai degraba poti zice ca cine ii vede stie si ce are de facut,in unele cazuri cand o forta malefica este prea mare se intanlesc mai multi oameni cu aceleasi puteri pentru lupta si numarul celor adunati nu depaseste 12 persoane. Nu intotdeauna vanatorii de vampiri sunt preoti,pastori sau alti slujitori ai Bisericii,acestia sunt oameni cu credinta puternica in divinitate care inteleg si constientizeaza ca intotdeauna sa dus o lupta intre bine si rau pentru salvarea omenirii si sunt pregatiti sa intervina in orice situatie.